# Black Scorpion (série télévisée)
Black Scorpion est une série télévisée américaine en 22 épisodes de 45 minutes, créée par Craig J. Nevius et diffusée entre le 5 janvier et le 20 juin 2001 sur Sci-Fi Channel.
En France, la série a été diffusée du 11 mai au 25 mai 2001 sur Série Club. Elle reste inédite dans les autres pays francophones.

## Synopsis
Angel City est une métropole qui reste la proie des criminels de toutes sortes. Le maire est corrompu et les services de police sont débordés. Le détective Darcy Walker, à la suite de l'assassinat de son père, lui-même policier, par un super vilain décide de changer les choses. La nuit venue, elle prend l'identité de Black Scorpion, une super héroïne dotée de capacités hors normes conduisant sa Black Scorpiomobile. Le policier Steve Rafferty ignore tout de sa partenaire, bien qu'il ait été engagé pour arrêter cette justicière.

## Distribution

### Acteurs principaux
- Michelle Lintel (VF : Naiké Fauveau) : Darcy Walker / Black Scorpion
- Scott Valentine (VF : Pierre-François Pistorio) : Détective Steve Rafferty
- Brandon Terrell (VF : Patrice Melennec) : Argyle Sims
- Enya Flack (VF : Virginie Ogouz) : Tender Lovin' Veronica
- Steven Kravitz : Slugger
- Shane Powers (VF : Jérôme Berthoud) : Specs
- Guy Boyd (VF : Mathieu Rivolier) : Capitaine Henry Strickland
- Elizabeth Huett : Darcy jeune

### Acteurs récurrents
- David Groh : Lieutenant Stan Walker
- Ben McCain (en) : Don MacDonald
- Shae Marks (en) : Babette
- Robert Pine : Maire Artie Worth
- Raye Birk : Docteur Phineas Phoenix

#### Version Française
- Société de doublage : Mediadub
- Direction artistique : Eric Peters
- Adaptation des dialogues : Eric Comont [1]

Source VF : DSD-Doublage

## Épisodes
1. Armé et dangereux (Armed and Dangerous)
2. L'Ouragan (Wave Goodbye)
3. Une lumière aveuglante (Blinded by the Light)
4. Tremblements de terre (Home Sweet Homeless)
5. Un amour brûlant (Love Burns)
6. Le Souffle de l'enfer (Out of Thin Air)
7. Faire son possible (No Stone Unturned)
8. L'Heure du crime (Crime Time)
9. Sueurs froides (No Sweat)
10. Le Retour du Farceur (An Officer and a Prankster)
11. La vie est merveilleuse (Life's a Gas)
12. Les Roses de la mort (Roses Are Red, You're Dead)
13. Feu et Soufre (Fire and Brimstone)
14. Voyage virtuel (Virtual Vice)
15. Sport mortel (Bad Sport)
16. Le Baiser de la mort (Kiss of Death)
17. Celui qui rira le dernier (The Who Laughs Last)
18. Jeu de pouvoir (Power Play)
19. La Photo révélatrice (Photo Finish)
20. Affronter la tempête (Face the Music)
21. L'Attaque du Zodiaque, première partie (Zodiac Attack, Part One)
22. L'Attaque du Zodiaque, deuxième partie (Zodiac Attack, Part Two)

## Sortie DVD
- États-Unis :

La série a fait l'objet d'une intégrale en DVD.
- Black Scorpion The Television Series (Coffret Digipack 6 DVD-9 avec un livret collector) sorti le 23 septembre 2003 chez New Concorde Home Entertainment. Le ratio écran est en 1.33:1 plein écran. L'audio est en Anglais 2.0 et 5.1. Des sous-titres en Anglais sont disponibles en closed captioned mais aussi des sous-titres en espagnol. L'intégralité des 22 épisodes remastérisés. En suppléments des interviews des acteurs, un making of, des croquis de productions, des commentaires audio sur les épisodes, des bandes annonces de l'éditeur ainsi que des promos des vilains ainsi que des biographies des acteurs. Il s'agit d'une édition Zone 1 NTSC.

## Autour de la série
- La série produite par Roger Corman via sa compagnie de production fait suite à deux téléfilms produits pour le câble avec le même personnage, il s'agit de Black Scorpion et Black Scorpion 2: Aftershock respectivement diffusés en 1995 et 1997.
- La première actrice à incarner Black Scorpion fut Joan Severance.
- Le personnage a fait l'objet d'une sortie en comic books de septembre 2009 à mars 2010 intitulée Roger Corman's Black Scorpion[4].
- Le show est inspiré directement de Batman avec Adam West. Il joue d'ailleurs un personnage de super vilain dans la série ainsi que d'autres acteurs de la série comme Frank Gorshin.
- Deux téléfilms ont été produits à la fin de la série : Black Scorpion Returns (Montage des épisodes 1 et 2) et Sting of the Black Scorpion (Montage des épisodes 1, 3 et 8).
- Les épisodes ont été diffusés en France dans leur intégralité bien avant les États-Unis sur les chaînes locales.
- En dehors des chaînes payantes du satellite, la série demeure toujours inédite sur la TNT en France.